# Sorachoco
sorachoco（そらちょこ）は、稲村優奈と花村怜美が2007年（平成20年）から2011年（平成24年）まで結成していた声優ユニット。ライブでの音楽活動を中心に活動を行っていた。また、「さとみ☆ゆーな」、「ピンカラ姉妹」という別名義でのレコーディングも行っていた。

## 概要・来歴
ユニット名は、sorachoco公式サイトの前身である「空とちょこと泉」（花村が好きな「空」、稲村が好きな「チョコレート」、湧いてくるイメージの「泉」をつなげた）を、そのままでは長いので「そらちょこ（空ちょこ）」という略称で呼んでいたことが由来であると両名が語っている。
公式サイトや関連グッズに描かれているキャラクターには「ほわる」という名前があり、イラストが得意な稲村がデザインした。「天使とクリオネを足したようなキャラクター」と稲村は説明している。

### 2005年（平成18年）
2月14日、名称が未決定のままユニット活動を開始。sorachocoというユニット名称での活動は11月からとなった。
7月には「怜美☆優奈」という名義でユニット初のイベントを開催。稲村はその後の公式サイトの「日記」において、花村と出会ったのは2年前であり、いつか同じステージに立ちイベントができれば、という話をしていたと述懐している。同7月にはさらに、PlayStation 2用ゲーム『ギャラクシーエンジェルII』において両名のヒロイン役声優としての起用が発表され、声優としての注目を集めたことがファンの拡大につながった。

### 2006年（平成19年）
既存のイベントやライブでの活動に加え、5月から「目指せメジャーデビュー」を合言葉に3ヶ月連続で単独・合同ライブイベントに参加、7月のライブにてコロムビアミュージックエンタテインメントからのデビュー決定を発表した。また、テレビ番組『クーパカポカポ』（tvk）のオープニング・エンディングテーマを担当した。

### 2007年（平成20年）
2月にバックバンドとコーラスを従えた初の本格的な単独ライブの開催に加えて、ミニアルバムをリリース。ユニット活動を開始して約2年（2年と7日間）でメジャーデビューを果たす。7月には両名の所属事務所（ATプロダクション）が制作したDVD作品、12月にはアニメ主題歌をリリースした。

### 2007年（平成20年）以降
年1回のライブ開催などの活動を行っていたが、2011年（平成24年）7月のソロライブにおいて2011年（平成24年）内での活動終了を発表し、同年12月30日のラストライブをもって解散した。

## ディスコグラフィー

### シングル
- 「は・ぴ・ぽ～まめちっち」（2007年（平成20年）12月19日発売。COCC-16044）

収録曲
1. は・ぴ・ぽ～まめちっち
  - 作詞・作曲:押谷沙樹
  - TVK系「ちびアニ劇場」内テレビアニメ『まめうしくん』オープニングテーマ
  - ピンカラ姉妹名義の楽曲である。
2. だいすきまめうしくん
  - TVK系「ちびあに」内テレビアニメ『まめうしくん』エンディングテーマ
3. は・ぴ・ぽ～まめちっち （オリジナル・カラオケ）
4. だいすきまめうしくん （オリジナル・カラオケ）

### ミニアルバム
- 「sorachoco」（2007年（平成20年）2月21日発売。DVD付初回限定版COZX-247-8）

収録曲
1. Attention Please!（作詞:吉岡みりん、作曲:神前暁、編曲:竹中文一）
2. A LIFE WITH THE STAR（作詞・作曲・編曲:黒澤直也）
3. Sunnyday’s Magic～いつだって晴れてる～（作詞:高樹リオ、作曲・編曲:竹中文一）
4. I☆アイ☆愛言葉（作詞:稲村優奈、作曲:cota、編曲:遠藤正樹）
5. 蒼い月（作詞:花村怜美、作曲:岡部啓一、編曲:竹中文一）
6. 夢の花（作詞:sorachoco、作曲:高橋哲也、編曲:宮垣憲一郎）
7. Miss Primrose（作詞:岡めぐみ、作曲・編曲:高橋浩一郎）

### 未CD化作品
「sorachoco」名義
- 「変わらない星」
- 「遥かなストーリー」
- 「ウキウキ☆ワクワク」
- 「秋の桜（コスモス）」
- 「ひまわり」

「さとみ☆ゆーな」名義
- 「クーパカポカポ」（『クーパカポカポ』オープニングテーマ）
- 「とんとこりんのとん」（『クーパカポカポ』エンディングテーマ）

## DVD
- 「AIR」（ライブ・イベントでの限定発売）

## ラジオ
- sorachocoとゆかいな泉たち（zakzak:2008年（平成21年）1月 - 2008年（平成21年）12月）
- そちたち（zakzak:2009年（平成22年）4月30日 - 2011年（平成24年）1月13日）

## その他
- アキバカウントダウン - 秋葉原を中心としたランキング紹介＆トーク番組